# Аврамови лозя
Аврамови лозя е вилна зона на град Търговище, разположена на север от града, близо до квартал „Бряг“. В близост се намира село Давидово.